# عمارة الليل

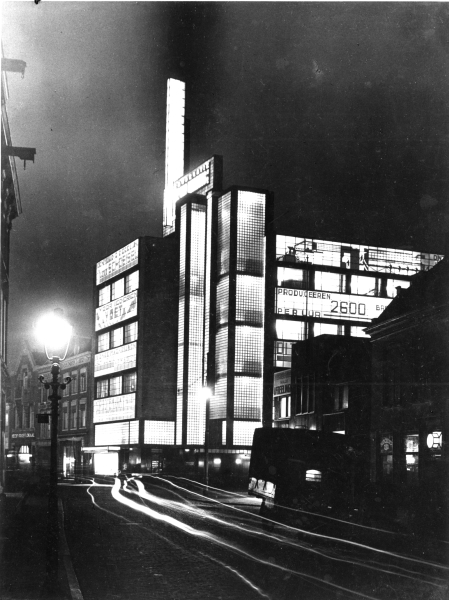
مبنى دي فولهاردينج، لاهاي، 1928، تصوير يان بويس، تم تصويره في عام 1930

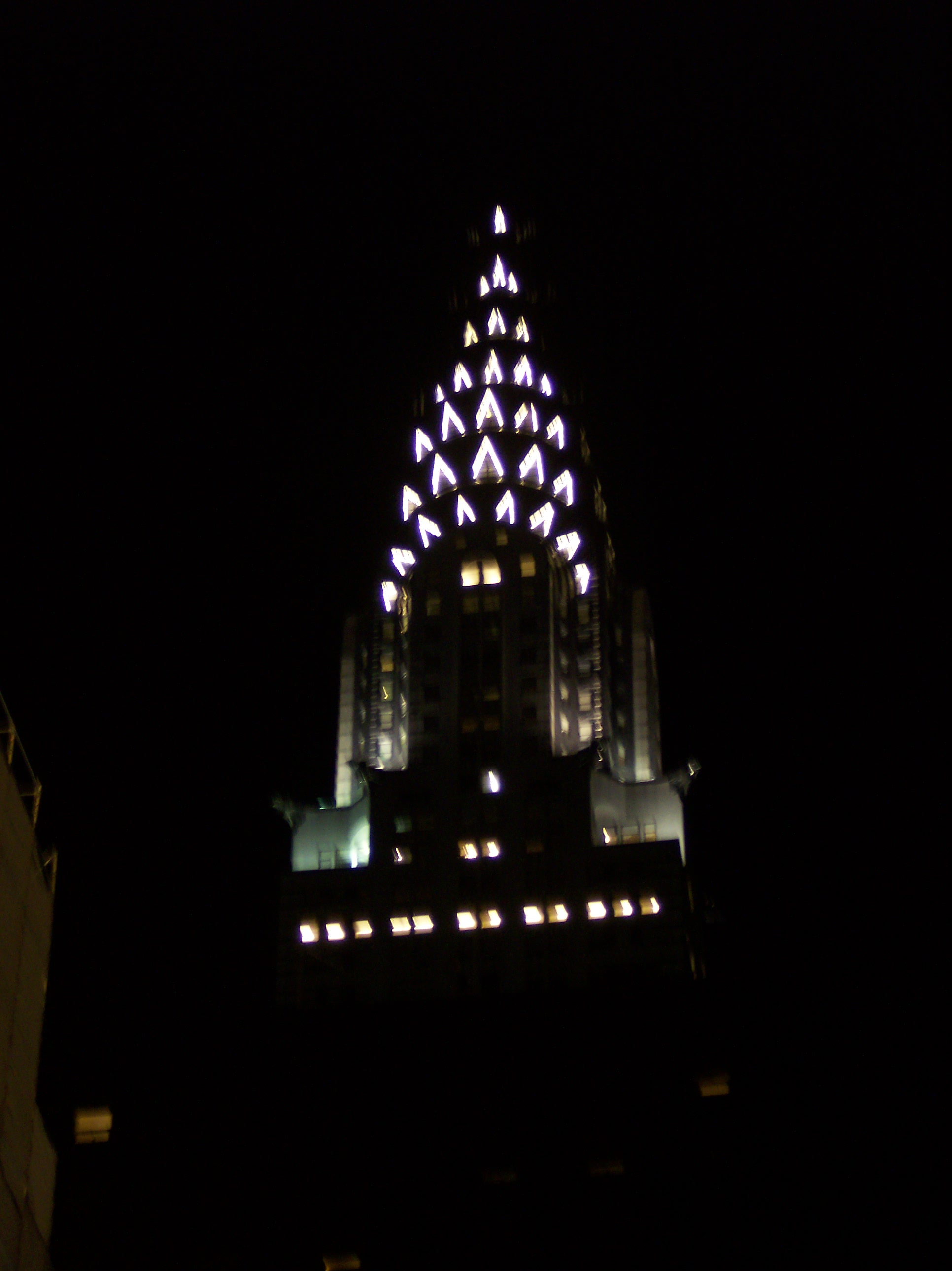
قمةُ مبنى كرايسلر، نيويورك، 1930، مُضاء في عام 2005 بنُسخةٍ أكثرَ إشراقًا منَ المخطّطِ الذي صمّمهُ ويليام فان ألين

الهندسةُ المعماريةُ الليلية، والتي يُشارُ إليها أيضًا بالهندسةِ المعماريةِ المُضاءة، هي هندسة معماريّة مصمّمةٌ لِتَعظيمِ تأثيرِ الإضاءةِ الليلية، والتي قد تشملُ أضواءً من داخلِ المبنى، وأضواءً على الواجهةِ أو تُحدّدُ عناصرَها، وإعلاناتٍ مُضاءة، وإضاءةً كاشفة.
مع ظهور الإضاءة الاصطناعية في القرنين التاسع عشر والعشرين، أصبح المهندسون المعماريّون على دراية مُتزايدة بها كعنصر يتمّ دمجُهُ في التصميم؛ وقد كان الاستخدامُ المُتعمّدُ لها شائعًا في أوقات مُختلفة، بما في ذلك تصميمُ ناطحات السحاب والمباني التجارية الأخرى في عشرينيات وثلاثينيات القرن الماضي، وفي الخمسينيات والستينيات، وفي الهندسة المعمارية الاحتفالية الحديثة للمدن.

## تاريخ
يُنسب المصطلح إلى ريموند هود، الذي كتب في عدد خاص من مجلة "نشرة شركة جنرال إلكتريك"، بعنوان "هندسة الليل" أيضًا، في فبراير 1930. كتب:
بالكاد مُسِت إمكانيات إنارة الليل. ... وفي نهاية المطاف، سيدرس إنارة المباني ليلاً تمامًا كما درس جوردون كريج ونورمان بيل جيديس إضاءة المسرح. وستُجرّب كل وسيلة ممكنة للحصول على تأثير ما - اللون، وتغيير مصادر واتجاه الضوء، والنمط والحركة. ... إن إضاءة اليوم ليست سوى بداية فن قد يتطور كما تطورت موسيقانا الحديثة من الضرب البسيط على الطبل.
ومع ذلك، كان المهندسون المعماريون والمصممون منشغلين بالمفهوم لبعض الوقت. ظهر المصطلح الألماني Lichtarchitektur (هندسة الضوء) لأول مرة مطبوعًا في مقال كتبه يواكيم تيشمولر عام 1927، وهي مطبوعة كهربائية تقنية أخرى، لكنه استخدمه كملصق حائط في معرض قبل خمسة أشهر،  وكان هناك تاريخ طويل سابق من المناقشات الميتافيزيقية إلى حد ما في ألمانيا حول العمارة "البلورية"، و"تفكك" المدن، ومفهوم تاج المدينة، لا سيما بين أعضاء "سلسلة الزجاج". (كان لدى لويس كان وجهة نظر مماثلة، حيث قال في عام 1973 في محاضرته في معهد برات إن "الضوء هو في الحقيقة مصدر كل كائن".) وفي مقاله لتيشمولر ميز بين تصميم الإضاءة وهندسة الضوء، والتي لن تتحقق إلا من خلال دمج اهتمامات مهندس الإضاءة مع اهتمامات المهندس المعماري بحيث تتحقق "قوة تشكيل المساحة للضوء" نفسها: "هذا الضوء المعماري يمكن أن يؤدي إلى هندسة الضوء إذا تم إنتاج تأثيرات معمارية محددة معه، وفقط معه، والتي تظهر وتختفي في وقت واحد مع الضوء ".

وفي عام 1927 أيضًا، كتب ماكس لاندسبيرج أن المراكز التجارية تقدم الآن جوانب مختلفة تمامًا ليلاً ونهارًا بحيث يجب التمييز بين هندسة النهار وهندسة الليل. ودعا إلى "عدم وجود لوائح فحسب، بل تخطيط ومسابقات" لتسهيل تطوير الأخيرة وإدخال النظام على الفوضى الحالية للإعلان. وفي نفس العام، توقع هوجو هارنيغ أن "الوجه الليلي" للهندسة المعمارية سيُلقي بظلاله قريبًا على "الوجه النهاري". وفي نفس العام أيضًا، خصص والتر بهرندت قسمًا في كتابه "انتصار أسلوب البناء الجديد (بالألمانية: Sieg des neuen Baustils)" إلى "الإضاءة الاصطناعية كمشكلة شكلية" وحدد إحدى مهام المبنى الجديد على أنها:
ليس فقط استخدام هذه الإمكانيات الجديدة [للإضاءة الكهربائية]، بل أيضًا تصميمها، حيث يتم استغلال الإضاءة بمعنى وظيفي، وتُصبح أداة فعالة لتصميم الفضاء، وتفسير الوظيفة المكانية والحركة، وتأكيد وتعزيز العلاقات المكانية والتوترات. 
تشمل أمثلة بهريندت أحد التصميمات الداخلية: إضاءة سلم في مبنى الصليب الأحمر الذي صممه أوتو بارتننج في برلين عن طريق تركيبات إضاءة أنبوبية موضوعة تحت زوايا درجات السلم "مما يؤكد على ميل الدرج نحو الحركة". اقتصر التأييد البريطاني للمفهوم في كتاب "المسارح ودور السينما الحديثة" لبّي مورتون شاند (1930)، على الإضاءة الخارجية ولكنه أضاف: "إن العمارة الليلية أكثر من مجرد مرحلة عابرة، بل هي نوع محدد من التصميم الحديث تتمتع بإمكانيات هائلة لتجميل مدننا، مما يفتح آفاقًا جديدة وغير مسبوقة تمامًا للتكوين المعماري. أصبحت إضاءة الدعاية للهندسة المعمارية بمثابة التعليقات التوضيحية والتخطيطات للصحافة - جزء جديد لا يتجزأ من أسلوبها، والذي لم يعد من الممكن تجاهله أو السخرية منه بابتسامات أكاديمية متفوقة الفن من أجل الفن".

### من البداية حتى الحرب العالمية الثانية

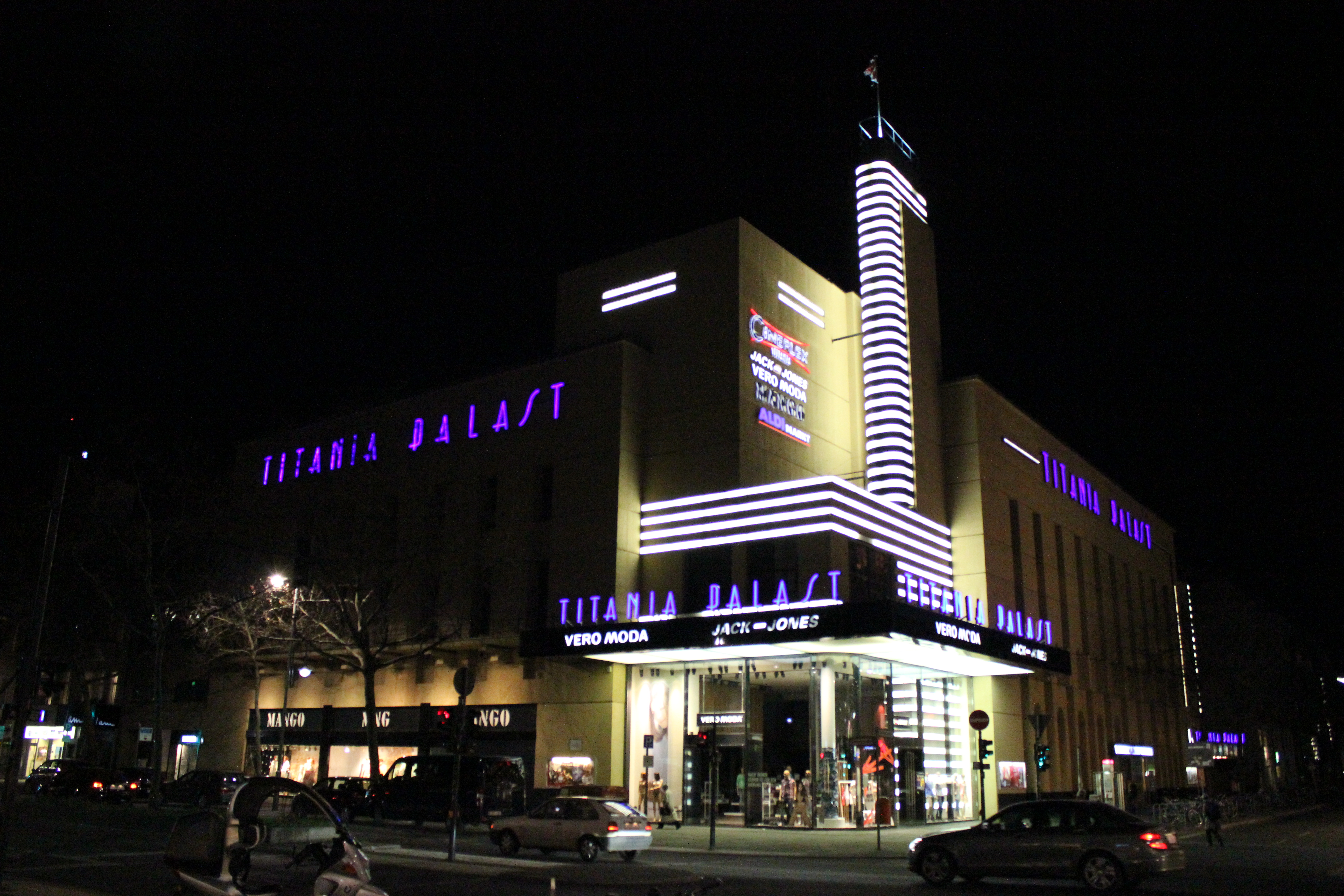
سينما تيتانيا بالاس، برلين، 1928، من تصميم إرنست شوفلر وكارلو شلونباخ وكارل جاكوبي، أعيد إنشاء الإضاءة الخارجية الأصلية لإرنست هولشر عام 1995، صوّرت في عام 2011

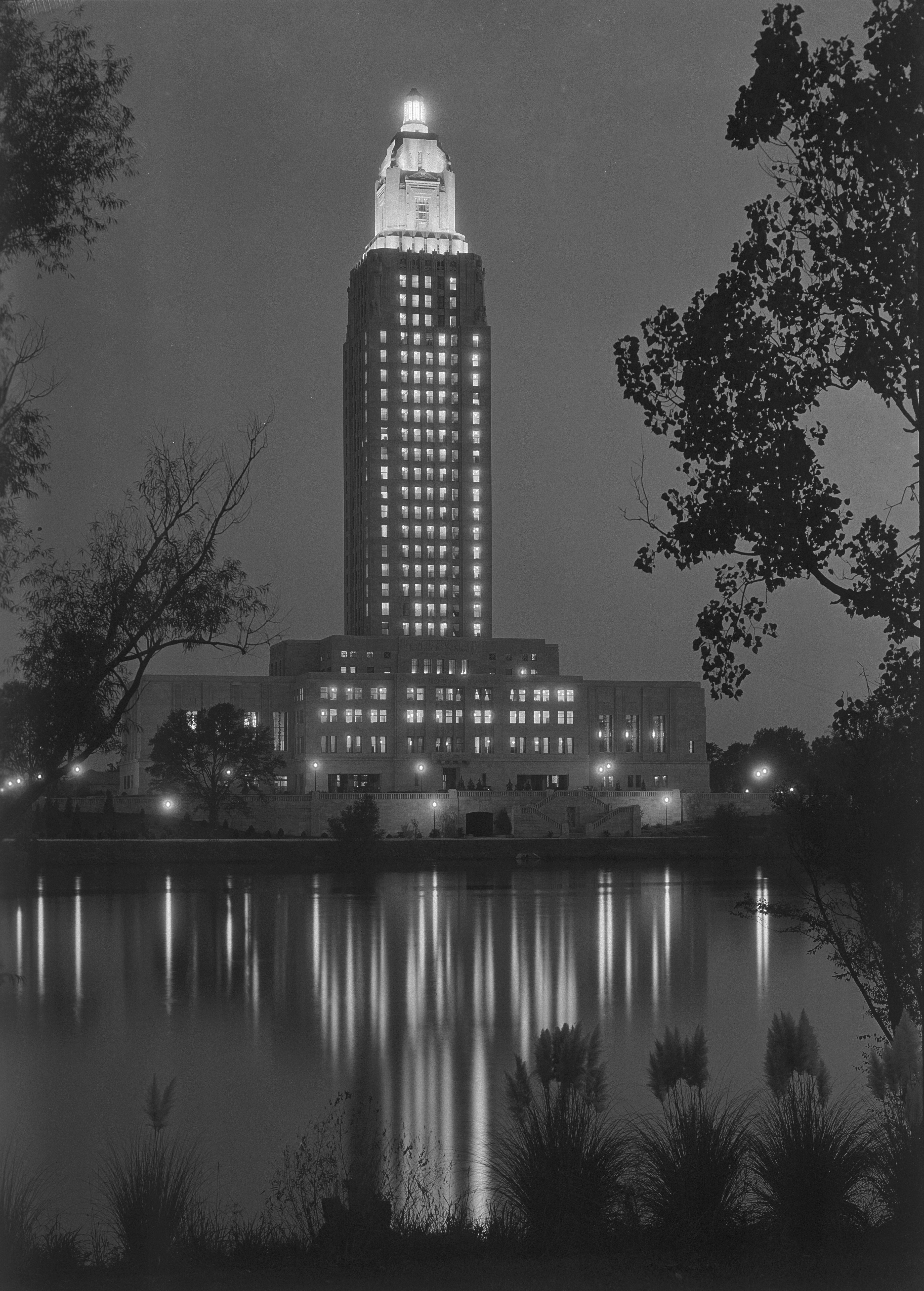
مبنى الكابيتول لولاية لويزيانا مضاء ليلًا بعد فترة وجيزة من افتتاحه في عام 1932؛ تمّ بناء الفانوس الذي يزيّن القمة ليرمز إلى "التطلّعات العليا" لولاية لويزيانا.

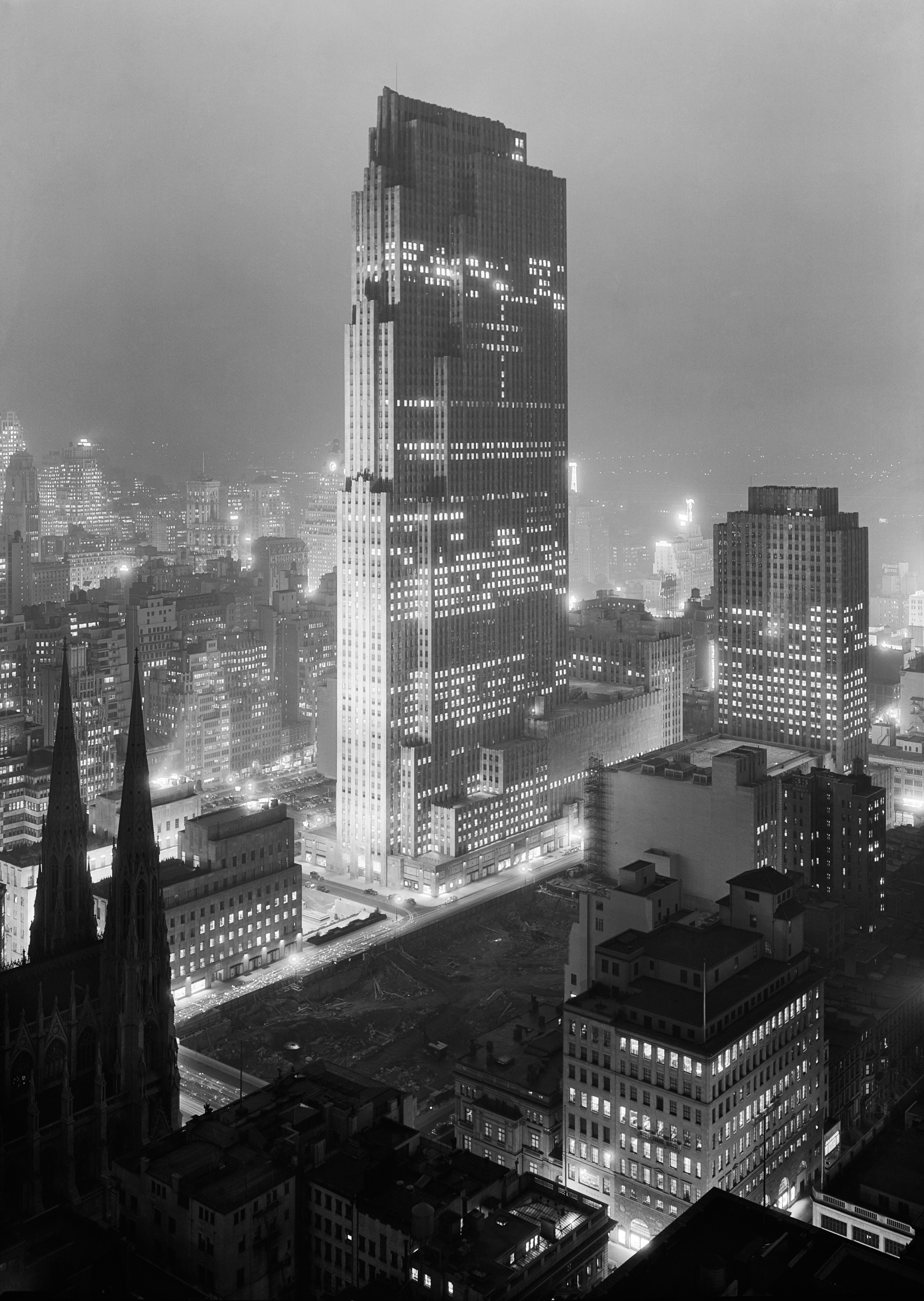
روكفلر سنتر، في وسطِ مبنى آر سي إيه، عام 1933، من تصميمِ "أسوشيتد أركيتكتس". صُوّرتْ في ديسمبر 1933، أثناءَ بناءِ روكفلر سنتر. تمّتْ إضاءةُ الواجهةِ الشرقيةِ فقط بشكلٍ كاشف.

روّجت شركات الكهرباء لدمج تصميم الإضاءة في الهندسة المعمارية، بدءًا من المعارض العالمية في أواخر القرن التاسع عشر. في أواخر عشرينيات القرن الماضي، كانت شركة جنرال إلكتريك تعرض نماذج للمباني في مرفقها البحثيّ في نيلا بارك في كليفلاند لتوضيح الإعلانات الكهربائية الحديثة وإضاءة المباني بالإضافة إلى إضاءة الشوارع، وقامت كلّ من جنرال إلكتريك وويستينغهاوس ببناء مسارح لعرض مناظر طبيعية لشوارع في ظروف إضاءة مختلفة.
تمّ تشجيع الإضاءة الكاشفة للمباني والنّصب التذكارية، التي طوّرها وصقلها مهندسو الإضاءة مثل لوثر ستيرينغر ووالتر دارسي ريان في معارض متتالية، كطريقة لعرض أبرز مباني المدينة، وخاصّةً ناطحات السحاب: جرت أوّل محاولة لإضاءة تمثال الحريّة بشكل كاشف في عام 1886، وتمّت إضاءة قمة مبنى سانجر بشكل كاشف في عام 1908، وقبة مبنى الكابيتول في واشنطن العاصمة خلال الحرب العالمية الأولى.
سرعان ما تمّ اكتشاف أنّ زاوية وطبيعة الأضواء تشوّه الملامح المعمارية؛ في نفس المنشور الترويجيّ الذي نشر فيه مقال هود، جادل هارفي ويلي كوربيت بأنّ شكل المبنى يجب أن يأخذ الإضاءة الكاشفة في الاعتبار من البداية، في استمرار للتغييرات التي حدثت بالفعل، مثل إزالة الكورنيش. "يجب أن يكون شكل الجزء المضاء مرتبطًا ببقية المبنى بحيث يبدو كجوهرة في إطار، مشكّلًا جزءًا متماسكًا من الهيكل بأكمله". كان شكل ناطحة السحاب المتراجعة هو الأفضل من وجهة النّظر هذه، وجادل هود بأنّه لا ينبغي ببساطة إضاءة العمارة الكلاسيكية بشكل كاشف.
أثّرت الإضاءة الكاشفة أيضًا على موادّ العديد من المباني: في المعرض الدّوليّ في بناما والمحيط الهادئ عام 1915 في سان فرانسيسكو، تمّ استخدام تشطيب خشن بناءً على نصيحة رايان لنشر الضوء وتجنّب التوهّج،  وعلى العكس من ذلك، تمّ بناء مبنى ريجلي عام 1921 في شيكاغو بواجهة من الطين الملوّن الشاحب الذي يصبح أكثر بياضًا وانعكاسًا مع زيادة الارتفاع، لتعظيم تأثير الإضاءة الكاشفة. كانت الإضاءة جزءًا مهمًا من المنافسة بين ناطحات السحاب.

تمّ استخدام مبنى "أمريكان راديتر" الأسود الذي صممه هود وأندريه فويلوكس في 1924 في نيويورك لإجراء تجارب على الإضاءة. كتب هود في عام 1930:
جرّبنا أضواءً متعدّدة الألوان دوارةً وأنتجنا في وقت من الأوقات تأثير احتراق المبنى. ألقينا بقعًا من الضوء على نفثات البخار المتصاعدة من المدخنة. ثمّ مرّةً أخرى، باستخدام الأضواء المتحرّكة، كان لدينا الجزء العلويّ بأكمله من المبنى يتمايل مثل شجرة في رياح قوية. مع الإضاءة المتقاطعة... تمّ تطوير أنماط تكعيبية غير عادية للغاية. 

جادل مصمّم الإضاءة، باسيت جونز، في استخدام نظام إضاءة باستخدام شاشات اللّون الزهريّ والقرمزيّ والعنبريّ:
ستنتج صورتي الذهنية لهذا المبنى في الليل من صبّ برميل ضخم من الموادّ المتوهّجة ذات الألوان الطيفية على الهيكل والتي تتدفّق على الأسطح العمودية، وتبرد أثناء سقوطها، ومثل حمم البركان المنصهرة المتوهّجة، تتجمّع في كلّ تجويف وخلف كلّ حاجز. 

### ما بعد الحرب

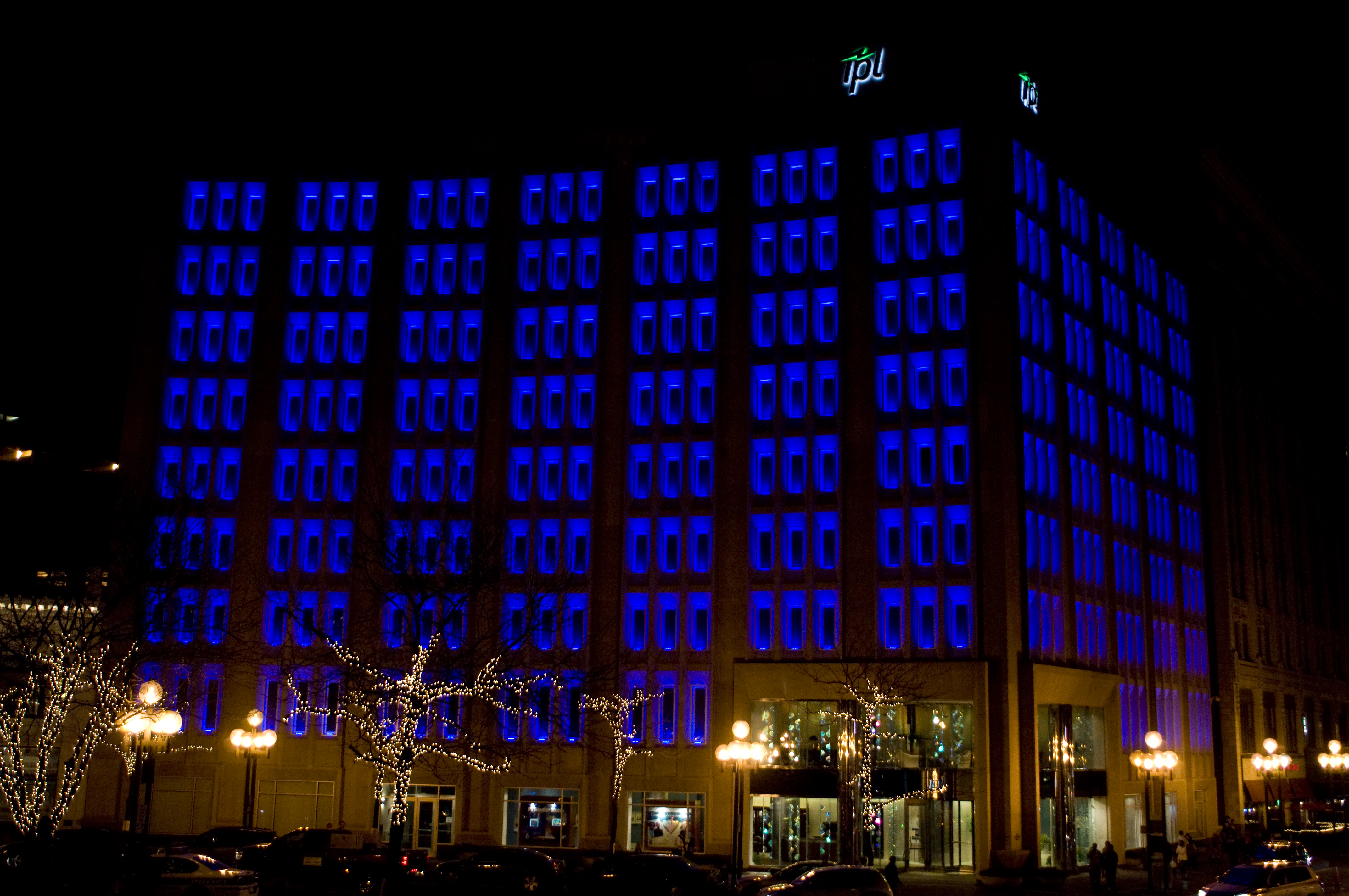
مبنى مقرّ شركة إنديانابوليس للطاقة والضوء، إعادة تصميم عام 1968 بواسطة لينوكس، ماثيوز، سيمونز وفورد، تصميم الإضاءة نورمان ف. شنيتكر، تم تصويره في عام 2009.

شهدت إضاءة الواجهات الخارجية في العمارة استكشافًا متجددًا في الخمسينيات والستينيات، إلا أن أزمة الطاقة في السبعينيات وضعت حدًا لذلك.
مباشرة بعد انتهاء الحرب، استُخدمت عروض الإضاءة للاحتفال بالنصر؛ على سبيل المثال في لوس أنجلوس في 27 أكتوبر 1945، ابتكرت مائة كشّافة مزودة بعجلة ألوان بطول 16 قدمًا "تاجًا من الضوء" فوق استاد ميموريال كوليسيوم، وفي الصيف التالي، حوّل مهرجان "إضاءة النصر" لندن إلى "أرض الأحلام" مع المباني المضاءة والنافورات المضيئة والألعاب النارية وعروض الكشافات الملونة فوق نهر التايمز. بدأت عروض الصوت والضوء في قلعة شامبور في مايو 1952، اخترعها بول روبرت هودان، الذي استلهم على ما يبدو من استخدام الإضاءة الكاشفة قبل الحرب في [[معرض باريس الدولي [1937]|معرض باريس العالمي عام 1937]] وعلى معالم باريس. قام لو كوربوزييه ويانيس زيناكيس بتكييف الفكرة في معرض إكسبو 58 في بروكسل. كان استخدام الإضاءة الليلية في المدن الألمانية مثل فرانكفورت مباشرة بعد الحرب نوعًا مختلفًا من التطبيقات المعمارية، مما يشير إلى الشكل المقصود للمباني والساحات والشوارع التي لم يتم إعادة بنائها بعد "في مدينة لا تزال تبدو في وضح النهار أشبه بمدينة أكواخ أو موقع قنابل ضخم"، كما لاحظ جيرهارد روزنبرغ في عام 1953.
كانت إضاءة المباني الجديدة في البداية أقل من انشغال معماري مما كانت عليه قبل الحرب، وكانت هناك حاجة إلى أساليب جديدة، فاستخدمت المباني الجدران الزجاجية والأسقف المضيئة لإنشاء "برج من الضوء"، وهو تحديث لتقنية الإضاءة العابرة، أي إضاءة المبنى من الداخل، التي تم تطويرها في أوروبا في عشرينيات القرن الماضي. ومن هذه المباني مبنى فرع "شركة هانوفر" الذي صممته شركة سكيدموري أوينغس وميريل في الجادة الخامسة في مانهاتن، ومبنى سيغرام لفان دير روه وفيليب جونسون وإيلي جاك كاهن.
كتبت آدا لويز هوكستابل عن مبنى فرع "شركة هانوفر" أنه لم يعُد معماريًا بالمعنى التقليدي. فيما أدان جيو بونتي الإضاءة الكاشفة ووصفها بأنها "بدائية ووحشية" ووصفها بأنها بمثابة "مدينة ليلية جديدة".
كان برج بيريللي الذي صممه جيو بونتي في عام 1960 في ميلانو مثالًا بارزًا على العمارة الليلية الأوروبية بعد الحرب، حيث استخدم أضواء الفلورسنت في السقف في الأقسام الرأسية الثلاثة للمبنى، ووضع كشافات على السطح تنعكس من أسفل السقف الكابولي؛  تأثر مبنى "بان أمريكان" من تصميم فالتر غروبيوس وبيترو بيلوسكي بتصميم بونتي، لكنهم استخدموا الإضاءة الكاشفة في الليل.
بدأ تطوير "مشاهد" اللافتات في لاس فيغاس أيضًا بعد الحرب العالمية الثانية، متجاوزًا تلك الموجودة في تايمز سكوير في نيويورك، إلى ثلاثية الأبعاد. بحلول عام 1964 أشار توم وولف إلى أن "اللافتات أصبحت عمارة لاس فيغاس"؛ وأطلق عليها لاحقًا اسم "العمارة الكهربائية الرسومية". وفي عام 1964 انتقد مصمم الإضاءة ديريك فيليبس عمارة اللافتات الليلية واعتبارها خادعة.
كانت هناك بعض التجارب مع الإضاءة الكاشفة الملونة في الستينيات، مثل التسلسلات التي مدتها 15 دقيقة من الألوان المتغيرة في "مبنى ثيم" في مطار لوس أنجلوس الدولي، والذي استبدل الإضاءة الثابتة الأولية بالضوء الكهرماني.

### الهندسة المعمارية الليلية الحديثة

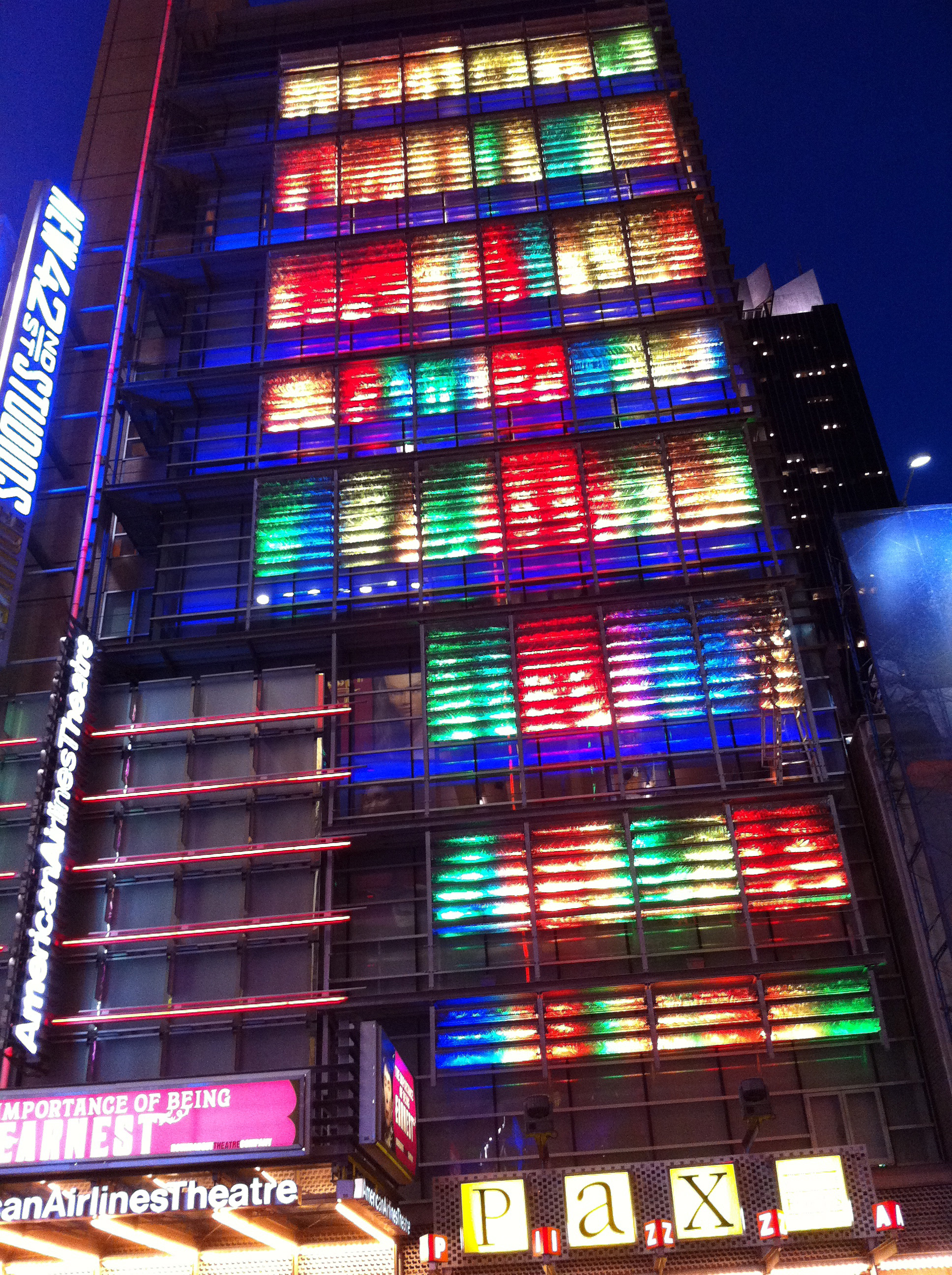
استوديوهات شارع 42، نيويورك، 2000، من تصميم بلات بيارد دوڤيل؛ تصميم الإضاءة من آن ميليتيلو وجيمس كاربنتر

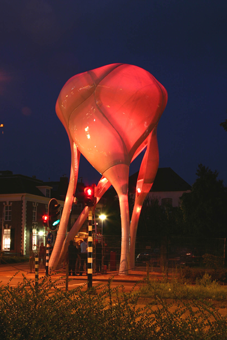
"برج دي" في دويتينخيم بهولندا، 2004، من تصميم لارس سبيبرويك وكيو إس سيرافين، يُشير إلى الحب كمزاج سائد للمواطنين

بدأت أحدث موجة من الاهتمام في عام 1977، مع تجديد الإضاءة الكاشفة. كان اللون اهتمامًا رئيسيًا، مع استخدام تسلسلات محوسبة، وبشكل متزايد، شاشات LED كبيرة. أُضيئت الطوابق العليا من مبنى إمباير ستيت من عام 1964 إلى عام 1973؛ في 12 أكتوبر 1977، باستخدام تركيب إضاءة جديد من تصميم دوغلاس لي، أُضيئت باللونين الأزرق والأبيض للاحتفال بفوز فريق يانكيز ببطولة العالم، ومنذ ذلك الحين أُضيء المبنى بألوان مختلفة للاحتفال بمجموعة متنوعة من الأعياد والمناسبات الخاصة الأخرى،  على الرغم من اعتراضات باول غلدبيرغر على أن الألوان "تحوله إلى لعبة". يتغير برج بنك أوف أمريكا في ميامي، الذي صممه آي إم بي وهارولد فريدنبرغ واكتمل في عام 1987، ألوانه أيضًا في أيام العطلات. يمكن للإضاءة الحديثة المحوسبة أن تستجيب للظروف الخارجية، كما هو الحال في برج الرياح للمعماري تويو إيتو عام 1986 في يوكوهاما،  أو تنفيذ مهام معقدة أخرى، كما هو الحال في التركيب على واجهة استوديوهات شارع 42 في نيويورك، حيث تتسارع دورات الألوان على مدار الأسبوع من تغييرات بطيئة أيام الاثنين إلى تغييرات كل بضع ثوان في ليالي عطلة نهاية الأسبوع.
ترتبط العديد من الأمثلة الحديثة لعمارة الليل بعمارة المهرجانات، سواء في البيئات الدائمة مثل "يونيفرسال سيتي ووك" في أورلاندو، فلوريدا، من تصميم جون جونستون (في 1999)، أو في التركيبات المؤقتة، على سبيل المثال الأعمال الفنية لجون ديفيد موني مثل "لايت سبيس شيكاغو 1977"، والتي تضمنت كشافات على ضفاف بحيرة شيكاغو، والتي تضمنت أضواء وشاشات ملونة في نوافذ مبنى آي بي إم في شيكاغو (بمناسبة عيد ميلاد الشركة الخامس والسبعين). تحظى مهرجانات الضوء بشعبية مرة أخرى، وفي الثمانينيات والتسعينيات، كانت هذه الإضاءة المؤقتة شائعة في جميع أنحاء العالم، وأحيانًا مع عروض موسيقية، كما هو الحال مع أعمال جان ميشيل جار في هيوستن عام 1986 وفي منطقة لا ديفونس في باريس عام 1990.
أنتج يان كيرساليه تركيبات مؤقتة (على سبيل المثال في جراند باليه في باريس عام 1987، باستخدام مصابيح فلورسنت زرقاء تتضاءل بشكل إيقاعي تحت القبة الزجاجية للإيحاء بقلب ينبض) وأعمالًا دائمة بالتعاون مع مهندسين معماريين من بينهم جان نوفيل وهيلموت يان، على سبيل المثال مركز سوني في ساحة بوتسدام في برلين عام 2000، حيث يتم تسليط الضوء على برج المكاتب وإضاءة الأغشية المصنوعة من الألياف الزجاجية فوق الأتريوم في "امتداد لضوء النهار" كل مساء ثم في سلسلة من التسلسلات التي تحاكي غروب الشمس حتى منتصف الليل، عندما تصبح الإضاءة زرقاء داكنة حتى قبل شروق الشمس بوقت قصير، عندما تصبح بيضاء حتى ضوء النهار الكامل. كان هناك العديد من عروض الكشافات بالاقتران مع نهاية عام 1999 وبداية عام 2000، ويُعد "تريبيوت إن لايت" الذي يتم فيه إحياء ذكرى برجي مركز التجارة العالمي في عمودين مزدوجين من الضوء الأبيض، تطبيقًا مشابهًا.

## أمثلة بارزة

### قبل الحرب

#### الولايات المتحدة
- مبنى سانجر، نيويورك (1908): سقف مُحدد بالأضواء، برج مضاء كاشفًا من القاعدة. تصميم المبنى: إرنست فلاغ. تصميم الإضاءة: والتر دارسي رايان وتشارلز جي آرمسترونج.[53]
- مبنى الغاز والكهرباء، دنفر، كولورادو (1910): واجهات المبنى مغطاة بنحو 13 ألف مصباح ساطع، يُطلق عليه "أفضل مبنى مضاء في العالم". تصميم المبنى: فرانك إي إيدبروك.[54] تصميم الإضاءة: سايروس أويلمان.[55]
- مبنى شركة جنرال إلكتريك، بوفالو، نيويورك (1912؛ مخطط إضاءة جديد 1927): كشافات متعددة المستويات، أضواء أرجوانية على البرج، كشافات دوارة. أحد مخططات الإضاءة الملونة الأولى، وأحد المخططات الأولى التي استخدمت مصابيح كبيرة بدلاً من تحديد الخطوط بالعديد من المصابيح الصغيرة. غالبًا ما يُضاء بألوان معينة للعروض الموسمية والعروض الخاصة الأخرى. تصميم المبنى: جيمس أ. جونسون. تصميم الإضاءة: والتر دارسي رايان.[56]
- مبنى وول وورث، نيويورك (1914): إضاءة كاشفة متعددة المستويات، إضاءة فانوسية تعمل على زيادة تلقائية ودورة خافتة. تصميم المبنى: كاس غيلبرت. تصميم الإضاءة: إتش هربرت ماجدسيك، أعاد دوغلاس لي تصميمه بمظهر مشابه.[57]
- مبنى ريجلي، شيكاغو (1921): إضاءة كاشفة مع منارة دوارة، مبنى مُكسو بالطين الرمادي والكريمي ذو ظل باهت بشكل متزايد مع الارتفاع؛ أول مبنى رئيسي كاشف مضاء في شيكاغو وفي ذلك الوقت كان الهيكل الأكثر إضاءة في العالم. زادت الإضاءة في عام 1933 بسبب فعالية الإعلانات؛ تم تركيب مصابيح أكثر قوة في الثمانينيات. تصميم المبنى: جراهام أندرسون، وبروبست، ووايت. تصميم الإضاءة: جيمس بي دارلينجتون.[27][58]

## معرض صور

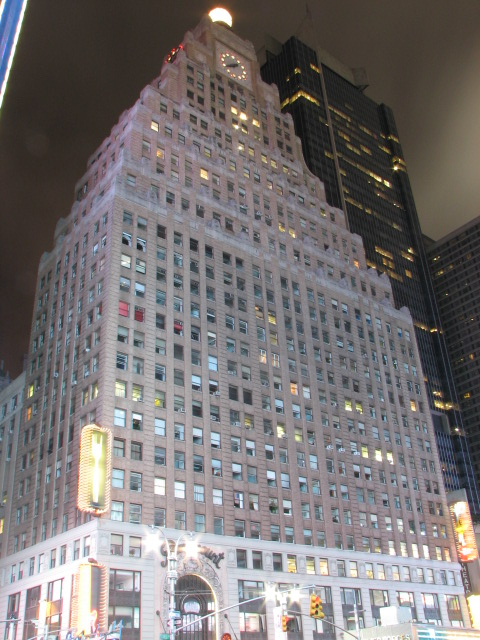
مبنى باراماونت في ميدان التايمز، صممه راب آند راب عام 1926، وتم إعادة إضاءة الكرة الزجاجية فيه عام 1998؛ كما تم إعادة تفعيل الإضاءة الخلفية في ذلك الوقت.
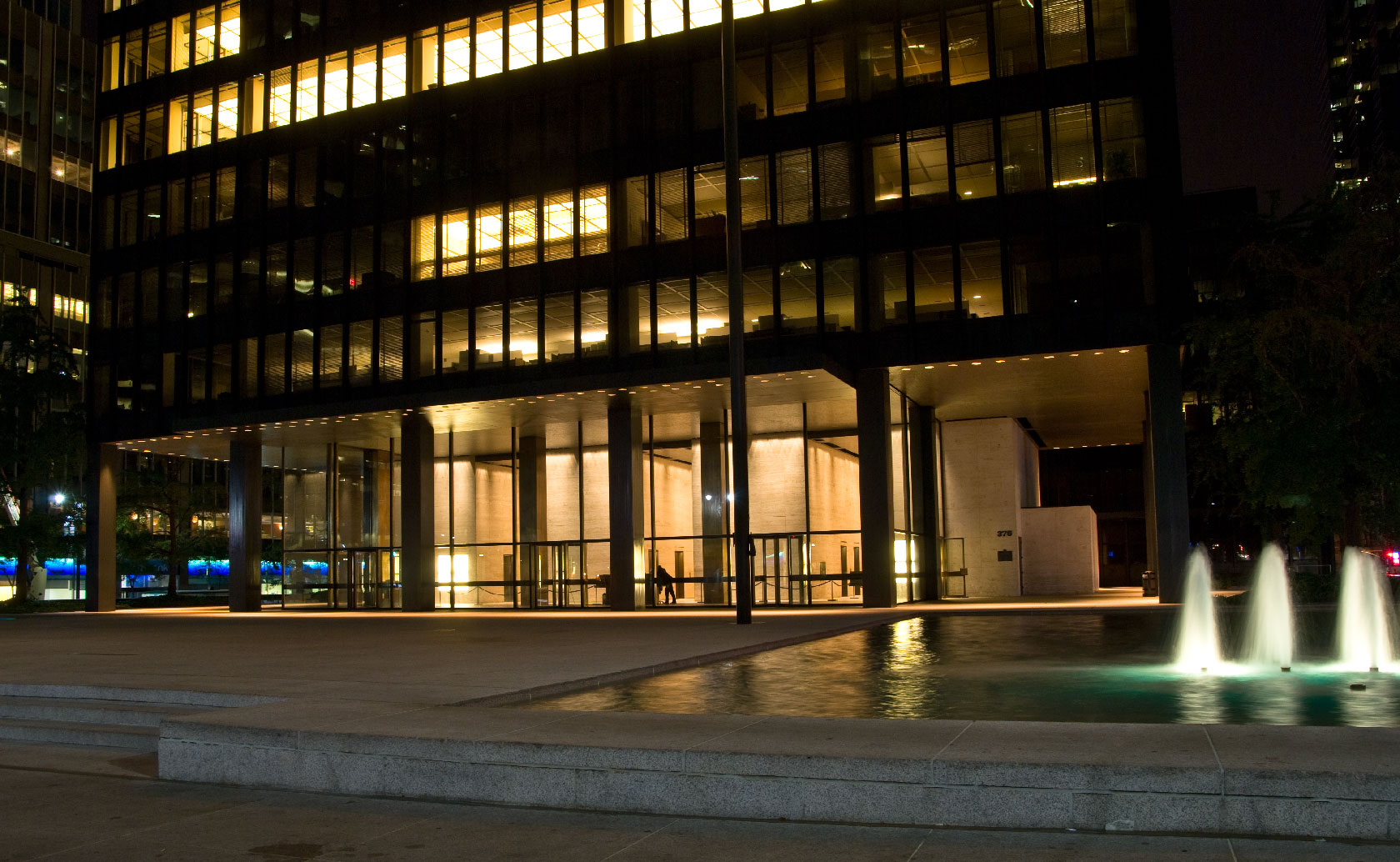
جدران زجاجية وأسقف مضاءة في مبنى سيغرام في نيويورك، عام 1958، من تصميم لودفيغ ميس فان دير روه، وفيليب جونسون، وإيلي جاك كان؛ وتصميم الإضاءة لريتشارد كيلي.
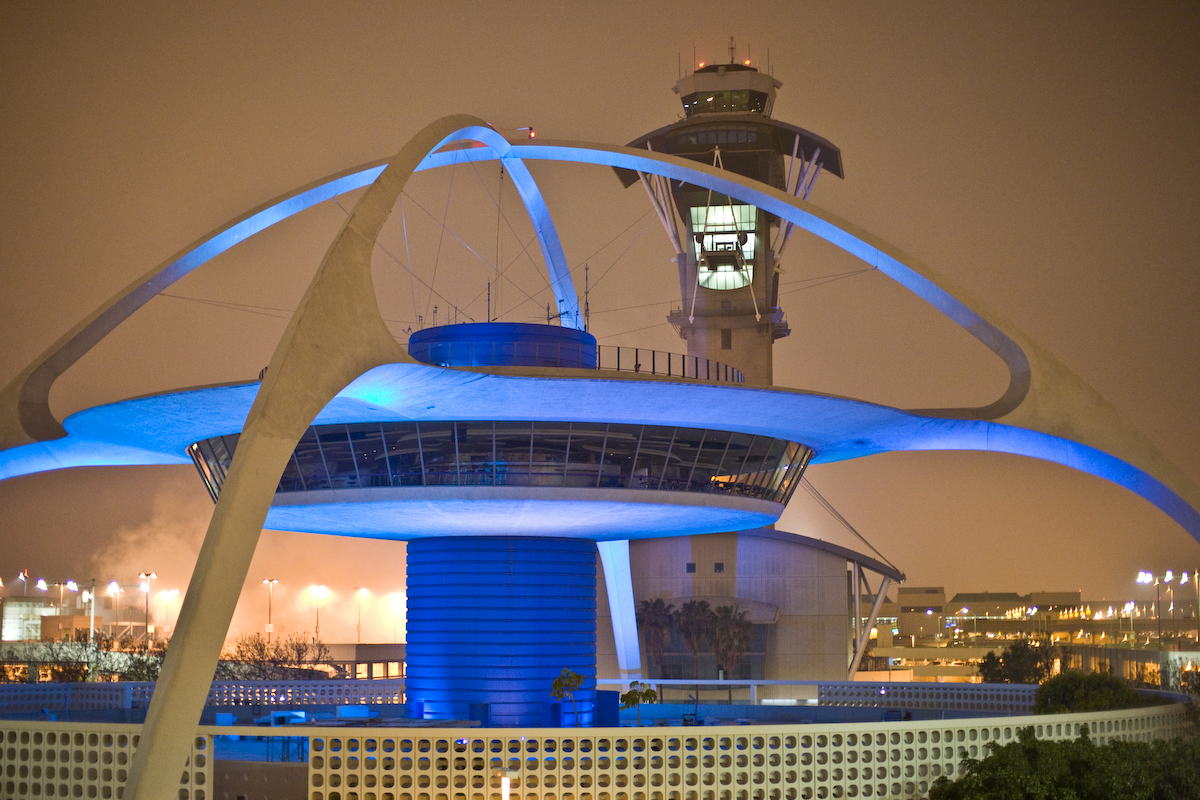
"مبنى القمة في مطار لوس أنجلوس الدولي، عام 1961، من تصميم جيمس لانغنهايم وبيريرا-لاكمان وآخرون؛ وتصميم الإضاءة لمايكل فالنتينو وولت ديزني إماجنيرنج؛ تم تصويره عام 2007.
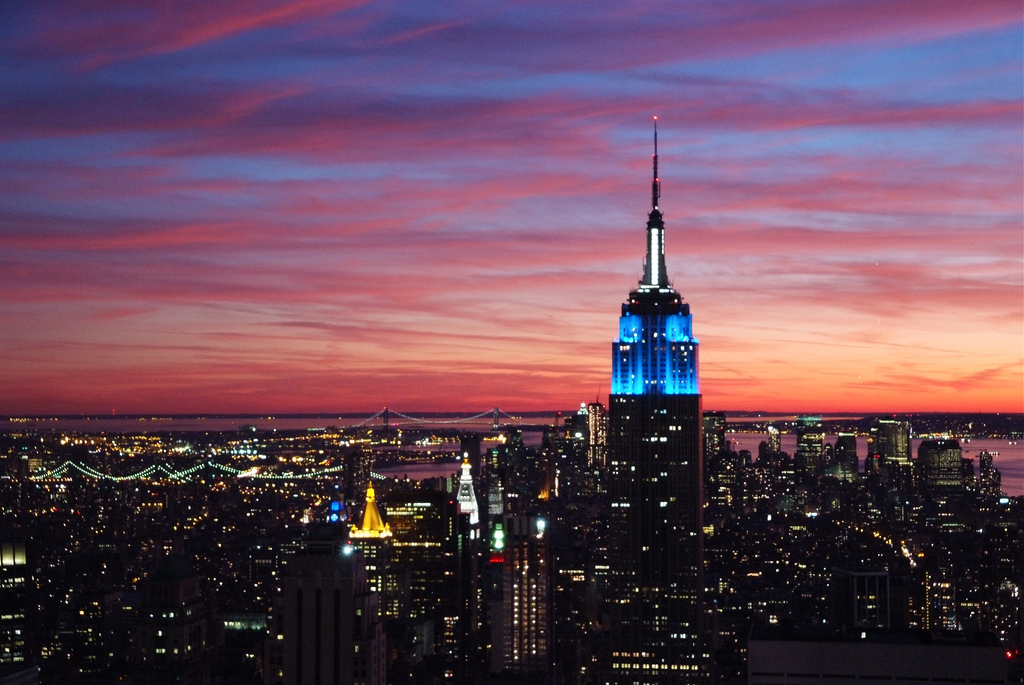
مبنى إمباير ستيت مضاء باللونين الأزرق والأبيض عند غروب الشمس يوم 19 نوفمبر 2009؛ تصميم الإضاءة دوغلاس لي
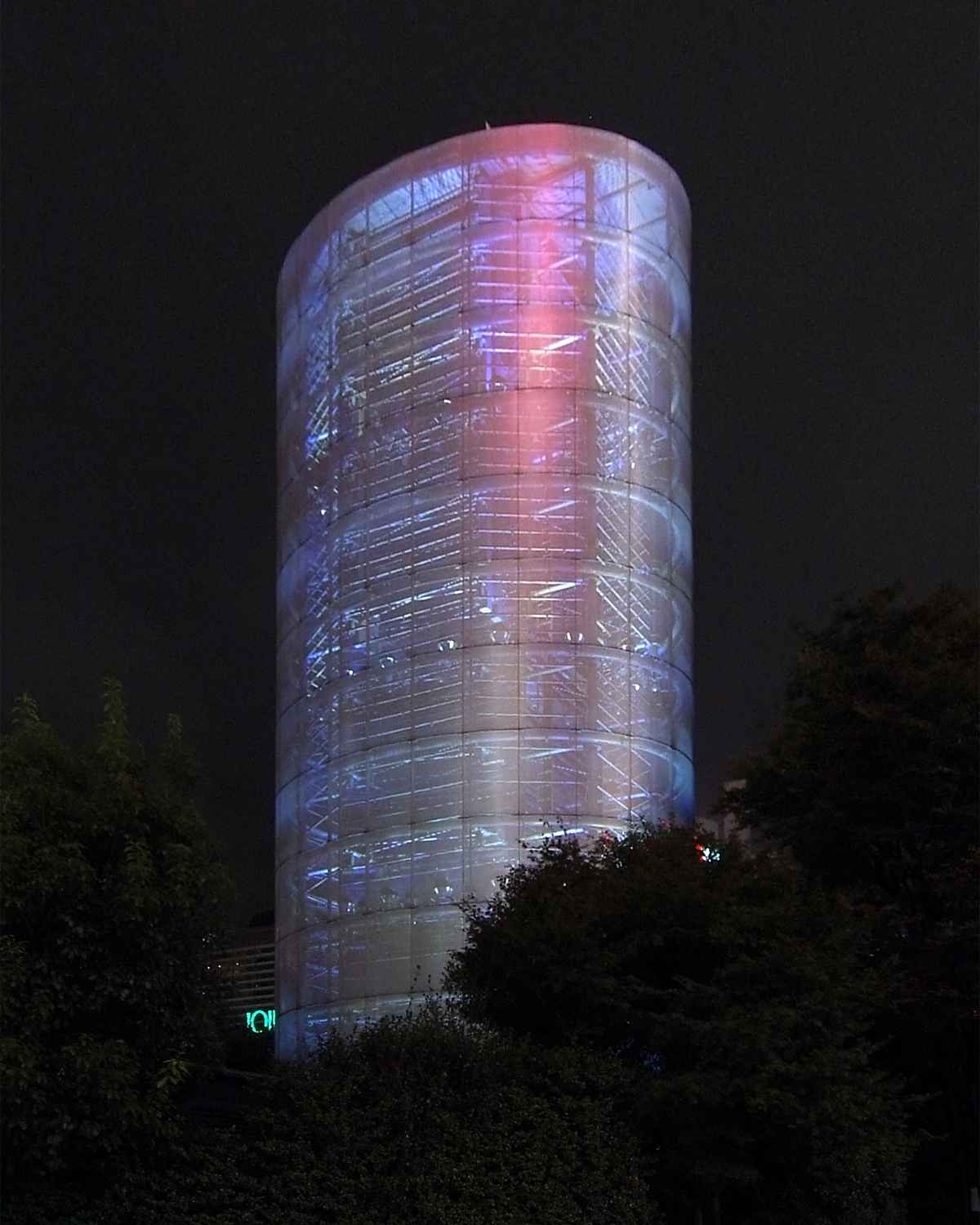
برج الرياح، يوكوهاما، 1986 بواسطة تويو إيتو؛ تصميم الإضاءة تويو إيتو، تي إل ياميغاوا لابز، ماسامي أوسوكي
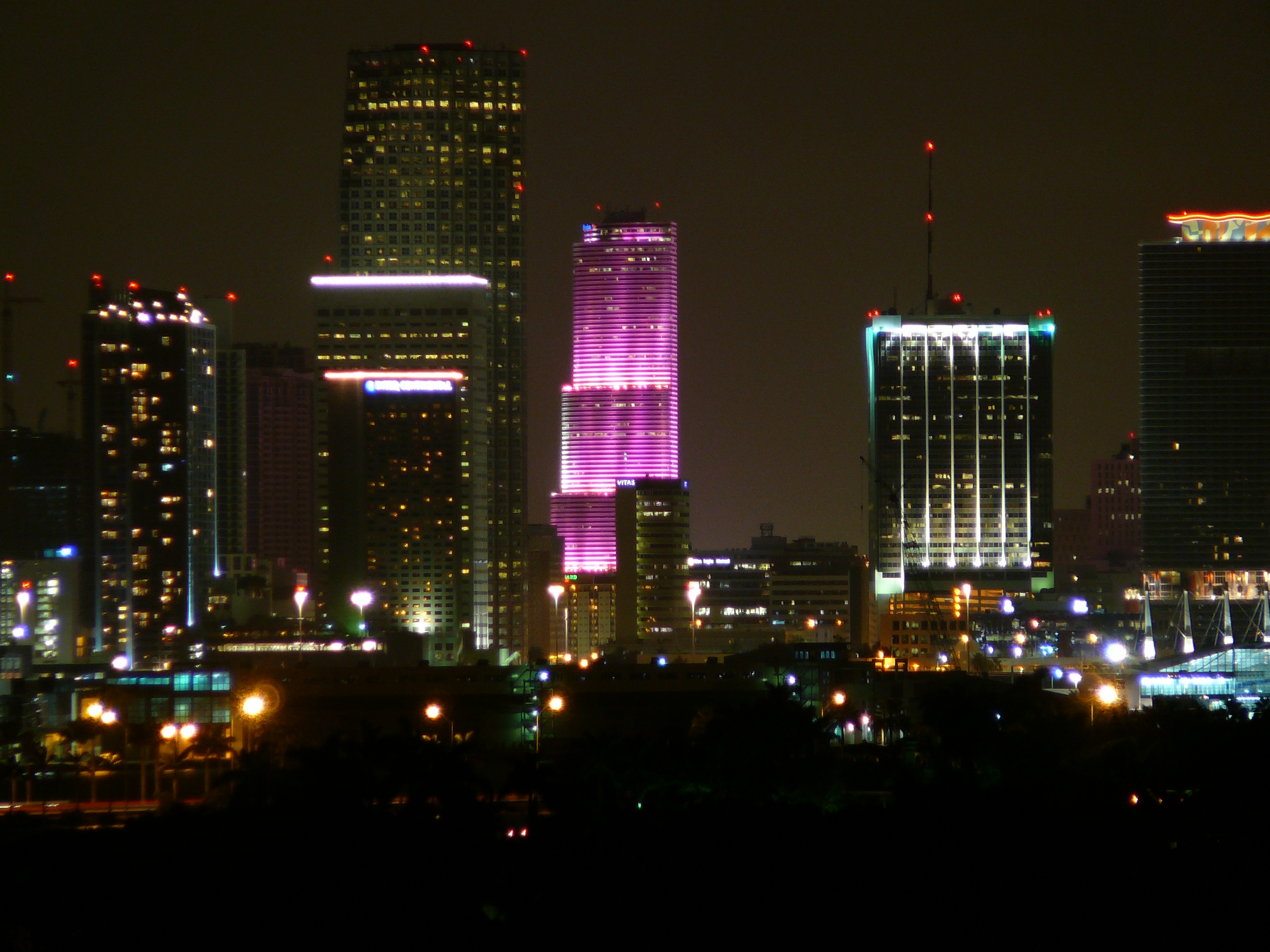
برج ميامي مضاء باللون الوردي في عيد الحب عام 2007، 1987 بواسطة آي إم بي وهارولد فريدينبورج، وبي كوب ريد وشركاؤه؛ تصميم الإضاءة دوغلاس لي
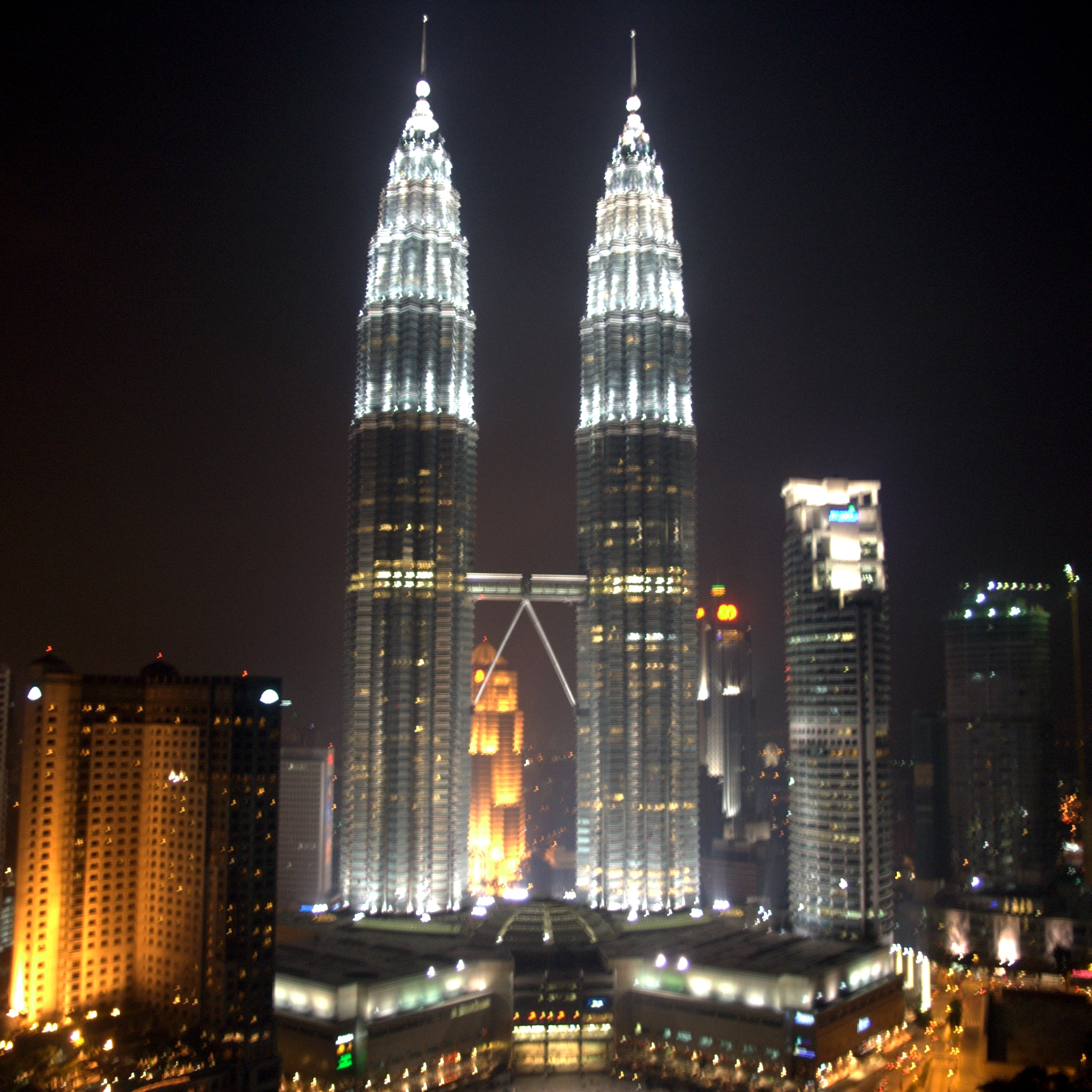
برجا بتروناس التوأم، كوالالمبور، 1996 بواسطة سزار بيلي وفريد كلارك، سيزار بيلي وشركاؤه؛ تصميم الإضاءة هوارد براندستون، سكوت ماثيوز، تشو لين، جونغ سو كيم
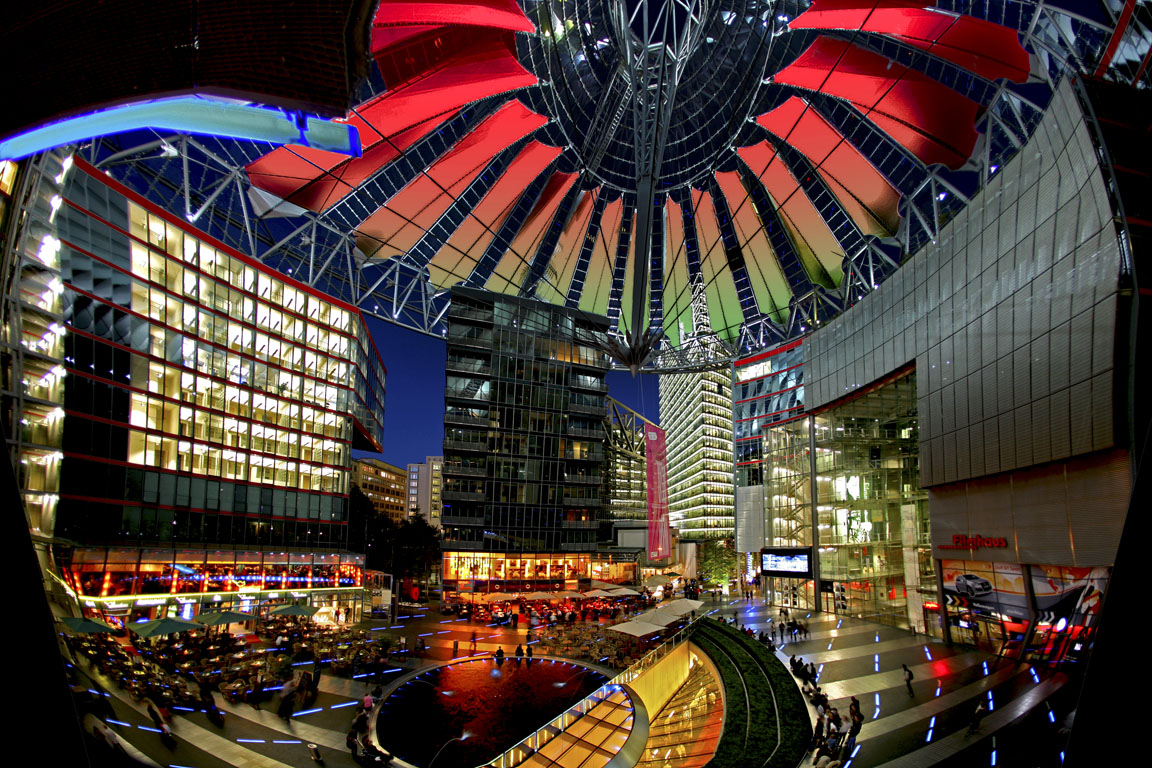
منظر داخلي لقاعة سوني سنتر، برلين، 2000، بواسطة هيلموت يان، أثناء تسلسل غروب الشمس الاصطناعي؛ تصميم الإضاءة يان كيرسال
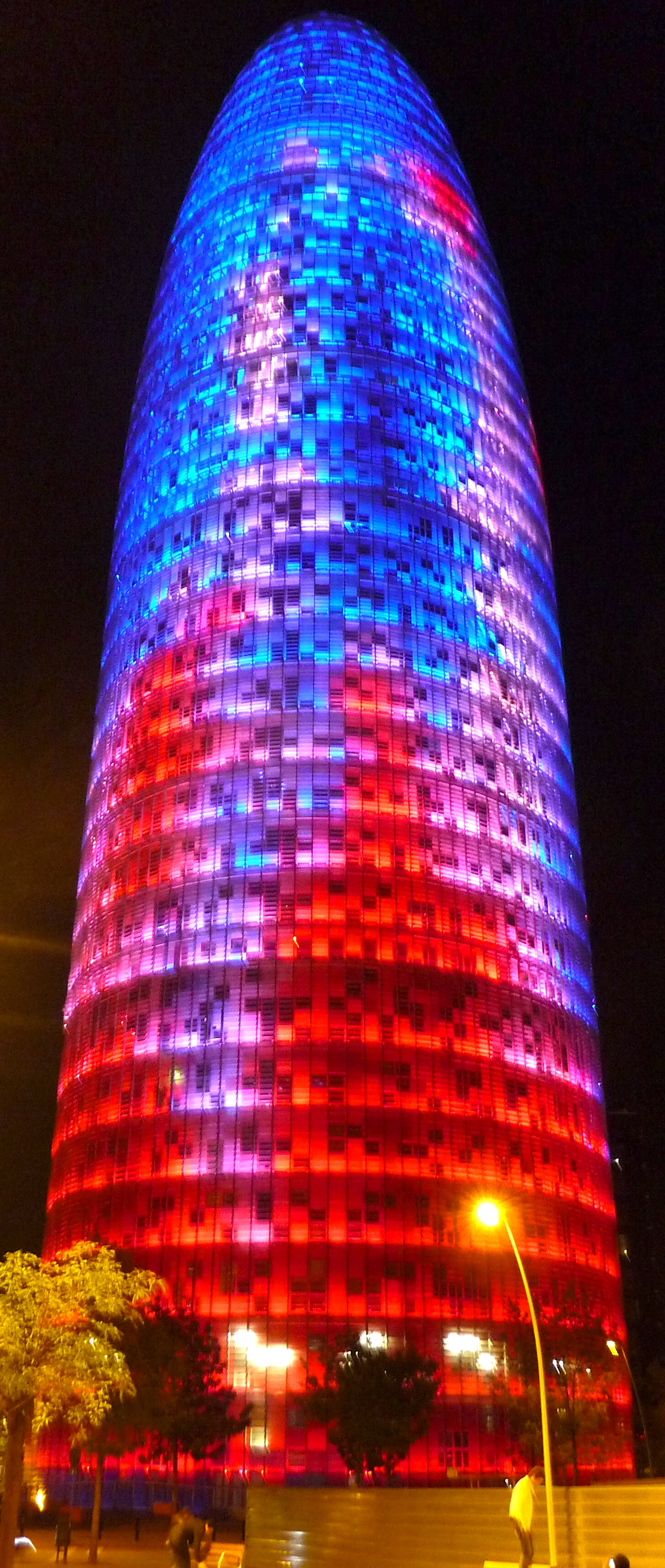
برج أغبار، برشلونة، 2005 جان نوفيل؛ تصميم الإضاءة يان كيرسالي؛ تم تصويره في عام 2011
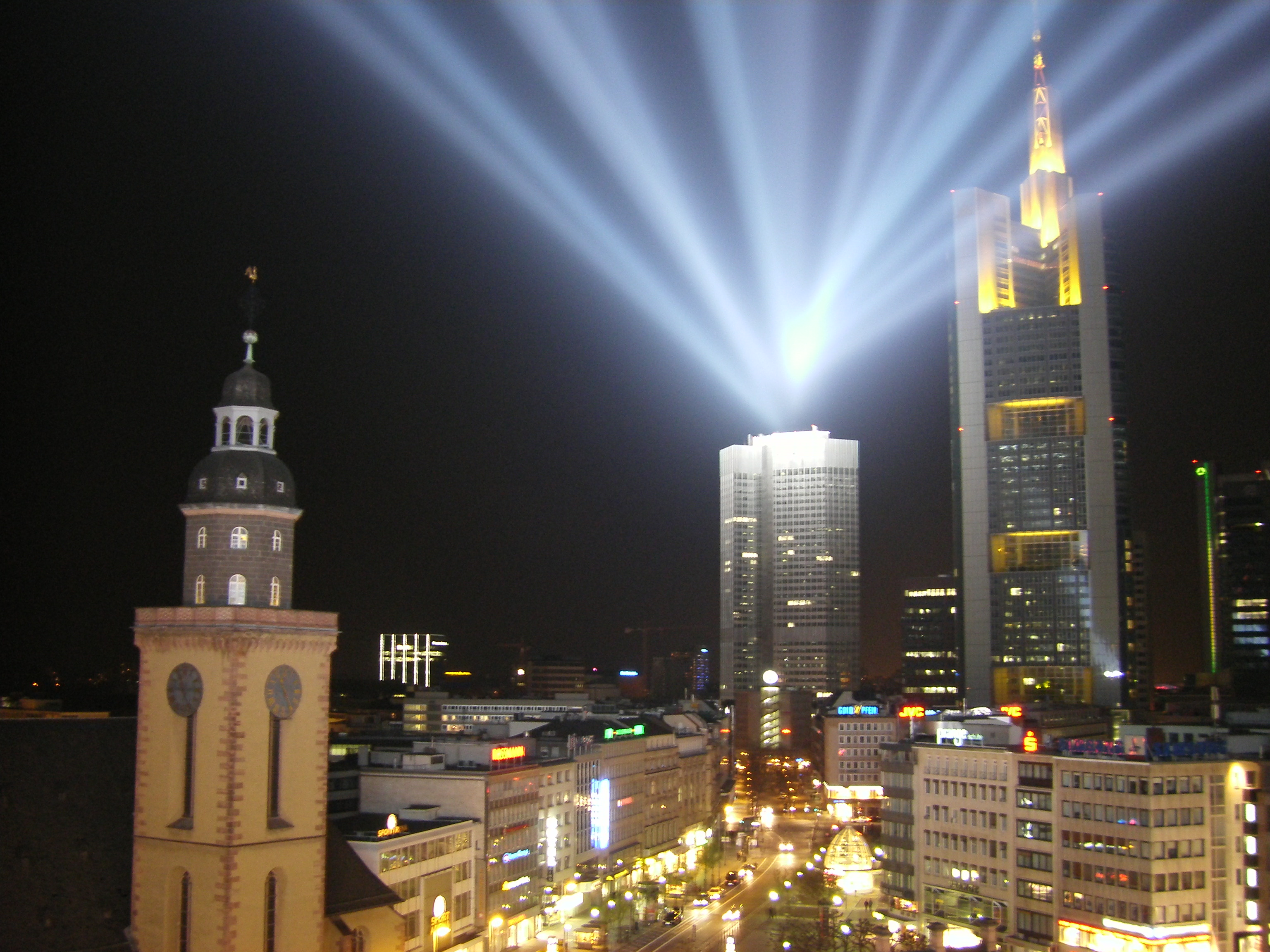
الإضاءة في وسط فرانكفورت خلال معرض Light+building التجاري ومهرجان الإضاءة، أبريل 2008
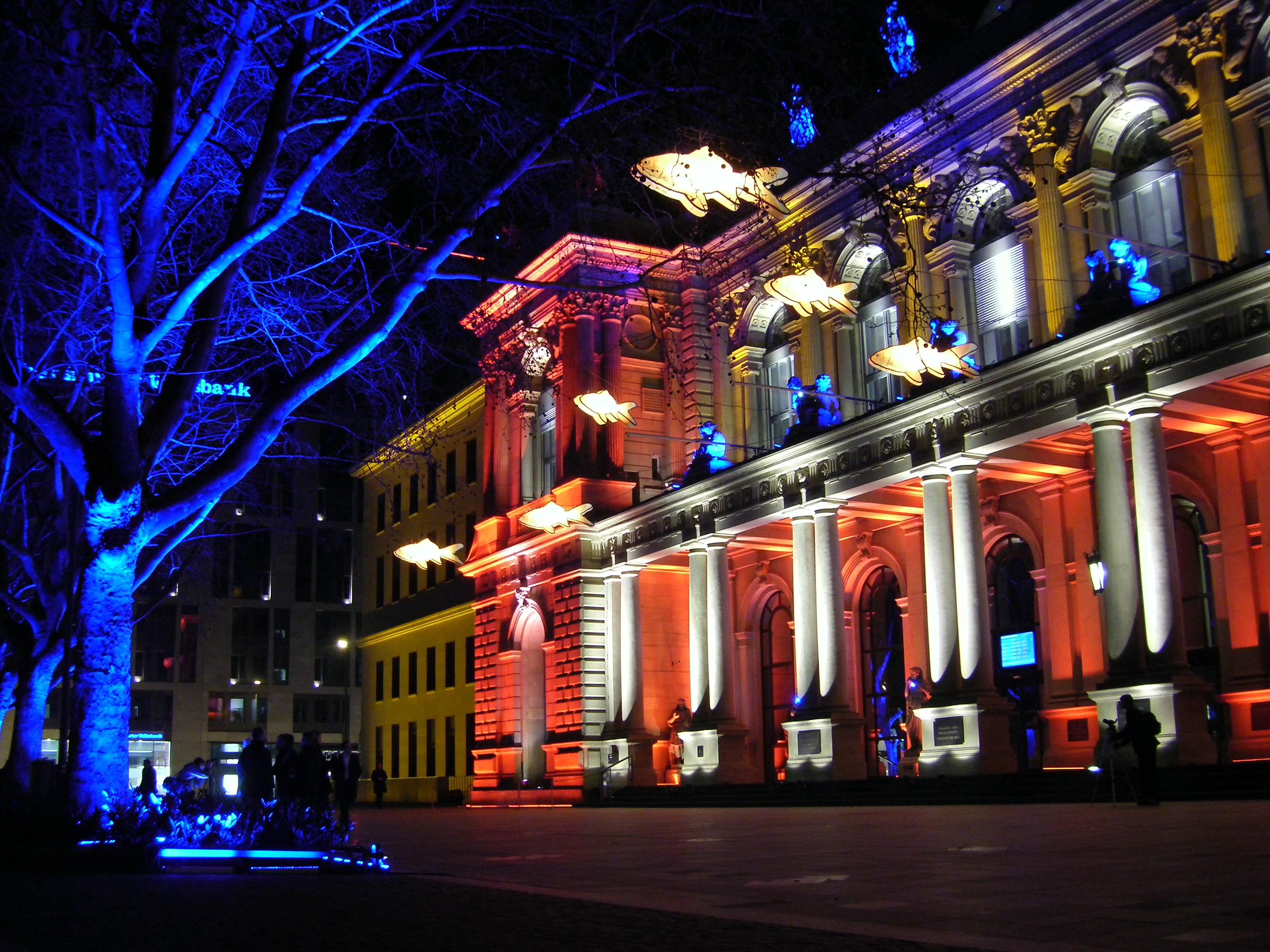
بورصة فرانكفورت في حدث لومينا 2008

## قراءة إضافية
- لازلو موهولي ناجي. "هندسةُ الضوء". الفنونُ الصناعيةُ 1 (1936)
- فالتر كوهلر. هندسةُ الضوء: الضوءُ واللّونُ كعناصر تُشكّلُ الفضاء. فكرةُ وتصميمُ تسلسل الصور لفاسيلي لوكهارت. برلين: باوفيلت، 1956 (بالألمانية)
- فالتر كوهلر وفاسيلي لوكهارت. الإضاءةُ في الهندسة المعمارية: الضوءُ واللّونُ كعناصر مُجسّمة. نيويورك: راينهولد، 1959. (ترجمة)